# Високівська сільська рада (Михайлівський район)
| Високівська сільська рада — колишній орган місцевого самоврядування у Михайлівському районі Запорізької області з адміністративним центром у с. Високе. Сільській раді були підпорядковані населені пункти: - с. Високе - с. Водне - с. Рівне - с. Солов'ївка - с.Суворе - с. Тракторне - с.Трудолюбимівка |

## Склад ради
Рада складалася з 16 депутатів та голови.

## Керівний склад сільської ради
| ПІБ                          | Основні відомості                                                                           | Дата обрання | Дата звільнення |
| ---------------------------- | ------------------------------------------------------------------------------------------- | ------------ | --------------- |
| Найбергер Сергій Миколайович | Сільський голова, 1969 року народження, освіта, член Партії регіонів                        | 26.03.2006   | 31.10.2010      |
| Середа Тетяна Іванівна       | Сільський голова, 1961 року народження, освіта вища, Всеукраїнське об'єднання 'Батьківщина' | 31.10.2010   |                 |

Примітка: таблиця складена за даними джерела